# Hubert Gough
Sir Hubert de la Poer Gough GCB, GCMG, KCVO (12. srpna 1870 Londýn – 18. března 1963 Londýn) byl vyšší důstojník, generál, britské armády během první světové války.
V roce 1899 byl povolán do Afriky, kde se účastnil druhé búrské války a pomohl osvobodit město Ladysmith. V první světové válce velel jezdeckým brigádám, 7. pěší divizi a 1. armádnímu sboru. Nakonec, mezi lety 1916 až 1918, byl velitelem 5. armády, se kterou bojoval například na Sommě nebo u Passchendaele.
Zemřel ve věku 92 let na zápal plic.